# حاجی بابا خان چهارلنگ بختیاری
حاجی باباخان چهارلنگ بختیاری در زمان صفویه در منطقه چهارلنگ‌ نشین بختیاری به دنیا آمد. او از خوانین بزرگ ایل بختیاری بشمار می‌رفت . حاجی باباخان برادر علیمردان‌خان نایب السلطنه،که فرزندان حیدر آقا ناظر فرزند محمود آقا فرزند صالح آقا وبا چندین واسطه فرزند اردشیر اتابکان وبا چند واسطه فرزند اردشیر بابکان ساسانی و حاکم اصفهان در زمان نایب السلطنه‌ای علیمردان‌خان بود. حاجی باباخان جدّ بزرگ اکثر خوانین محمودصالح نیز هست

## فعالیت سیاسی نظامی
حاجی باباخان چهارلنگ یکی از همراهان همیشگی علیمردان‌خان چهارلنگ که بعدها لقب نایب السلطنه‌ای ایران را بدست آورد بود. او به احتمال زیاد به دلیل مشارکت و معاونت علیمردان‌خان، در نبرد بختیاری‌ها با محمودافغان که سپاه سی‌هزار نفری محمودافغان توسط بختیاری‌ها شکست خورد و همچنین شکست پاشای موصل توسط بختیاری‌ها ولرهای فیلی حضور داشت.
هنگام ورود نادر شاه افشار (طهماسب قلی)، به عرصهٔ کشورداری، وی به سپاه نادر پیوست و در نبرد فتح قعلهٔ قندهار افغانستان، در میدان نبرد حاضر بود. حاجی باباخان همچنین در نبرد کرنال و فتح هندوستان، یکی از افراد سپاه نادرشاه بود. در کتاب تاریخ بختیاری سردار اسعد اشاره شده که در نبردهای نادرشاه افشار سرداری چهارلنگ‌ها با علیمردان خان چهارلنگ بوده و حاجی باباخان به دلیل اینکه مشاور و همراه علی مردان خان بوده به احتمال زیاد در این نبردها حضور داشته‌است.
بعد از قتل نادرشاه‌افشار در قوچان توسط سردارانش، او همراه بختیاری‌هایی که در خراسان بودند به فرماندهی علیمردان خان به بختیاری بازگشتند و پس از تصرف شهرهای خوانسار، گلپایگان، فریدن، خوزستان، لرستان، و بختیاری را به تصرف درآورد، قصد کردند تا اصفهان را نیز تصرف کند. بار نخست در مورچه‌خورت از حاکم اصفهان ابوالفتح خان بختیاری و سلیم خان افشار فرستادهٔ شاهرخ شاه افشار، شکست خورد.علیمردان خان بعد از این شکست به جمع‌آوری نیرو پرداخت و حاجی باباخان و عده‌ای دیگر را به نزد کریم‌خان برای دعوت به پیوستن به خود به ملایر فرستاد. کریم خان این دعوت را پذیرفت و به فریدن برای پیوستن به علیمردان‌خان عازم شد. علیمردان‌خان بعد از اینکه سپاه کریم‌خان به او پیوست، سپاه هفت هزار نفری ابوالفتح خان را در صحرای کهریز شکست داده و اصفهان را فتح و شاه اسماعیل سوم را بر تخت نشاند. او از قتل ابوالفتح خان به درخواست سرداران زند درگذشت.
بعداز انتخاب شاه اسماعیل سوم به پادشاهی، علیمردان‌خان نایب السلطنهٔ او شد و کریم‌خان را با سپاهی به نواحی غربی کشور اعزام کرد. پس از اعزام کریم‌خان به غرب کشور، علیمردان‌خان، ابوالفتح‌خان را به دلیل اختلافی که با او داشت به قتل رساند، و حکومت اصفهان را به حاجی باباخان سپرد و خود با سپاه شاهی مستقر در اصفهان به فارس برای تصرف آنجا لشکر کشید و پس از شکست صالح خان بیات حاکم افشاری فارس آن خطه را فتح کرد.کریم‌خان که می‌خواست از اطاعت و فرمان برداری علیمردان‌خان خود را رها سازد به بهانه قتل ابوالفتح‌خان و به تحریک سلیم‌خان‌افشار به اصفهان لشکر کشید. چون حاجی باباخان توانایی مقابله با کریم‌خان را نداشت اصفهان را رها کرده به علیمردان‌خان پیوست و در سه نبرد علیمردان‌خان با کریم‌خان‌زند در کوهرنگ، کرمانشاه، ونهاوند حضور داشت و بعد از ترور علیمردان‌خان در دربند ازنا لرستان توسط محمدخان زند، همچنین پس از مرگ حیدرخان فرزند علیمردان‌خان، بزرگی و ریاست طایفه محمودصالح به عهدهٔ پسران حاجی باباخان به خصوص ابدال خان که داماد علیمردان‌خان نیز بود رسید اکثر خوانین محمودصالح از نسل حاجی باباخان هستند.

## فرزندان
حاجی باباخان دارای ۷ فرزند پسر به نام‌های ابدال خان، اسماعیل خان، فتاح خان، علی همت خان، علی‌مدد خان، حبیب‌الله خان و محمدباقر خان بود.